# کالج رولینز
کالج رولینز (به انگلیسی: Rollins College) یک دانشگاه در ایالات متحده آمریکا است که در شهرستان اورنج، فلوریدا واقع شده‌است.